# Schloss Roßla

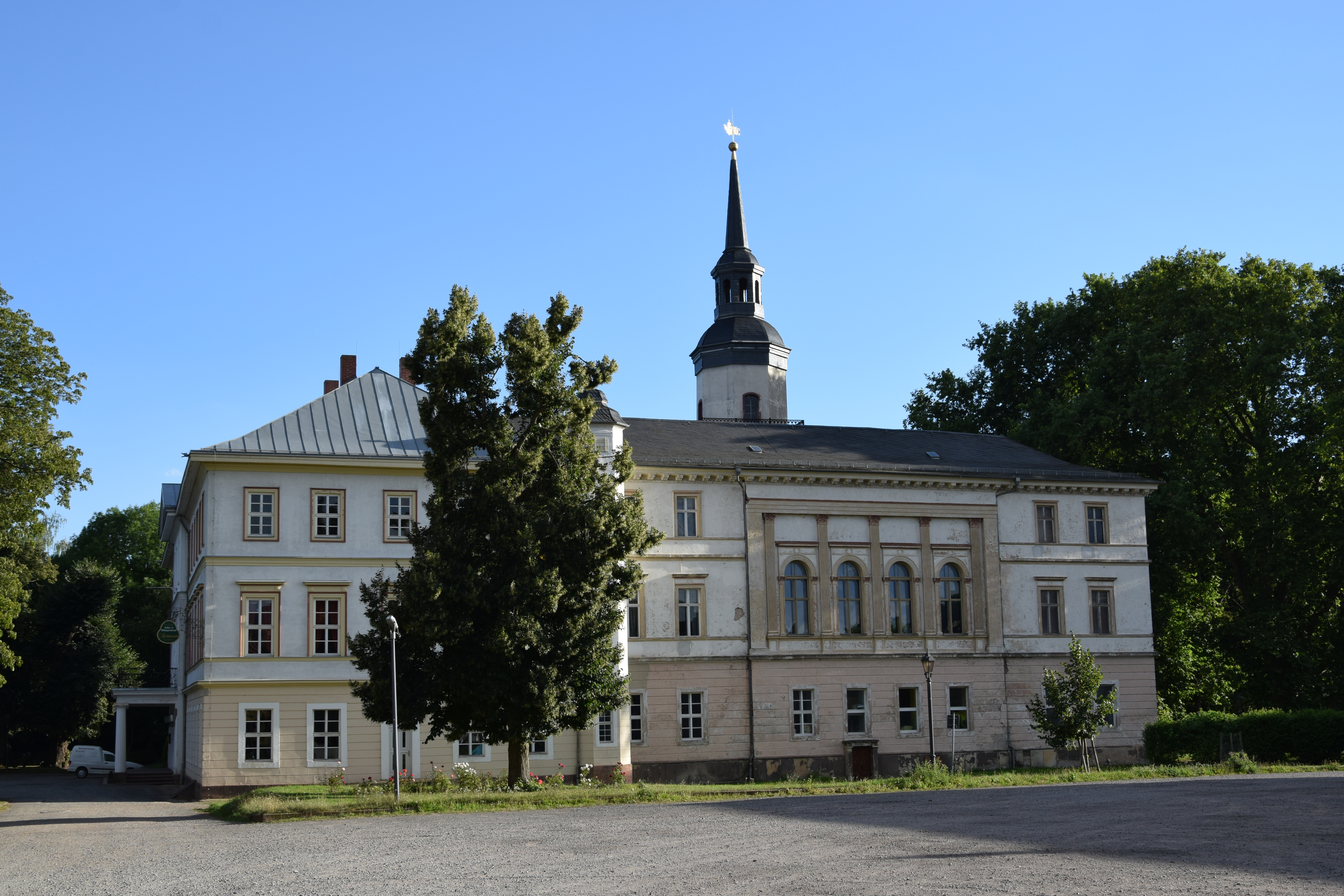
Schloss Roßla, Nordflügel

Schloss Roßla liegt in Roßla in der Gemeinde Südharz in Sachsen-Anhalt. Seine vier Flügel umschließen einen trapezförmigen Innenhof. Den 15-achsige Ostflügel mit Mittelrisalit und säulenunterbautem Altan wurde 1826 im klassizistischen Stil angefügt.

## Geschichte
Die Burg Roßla wurde 1341 den Grafen zu Stolberg von den Grafen von Hohnstein überlassen. Um 1420 wurde die Burg unter Graf Botho zu Stolberg den Älteren umgebaut. Die Burganlage war von einem Wassergraben umgeben, der später zugeschüttet wurde.
1766 erfolgte ein größerer Umbau des baufälligen Schlosses. 1826 erfolgte der Anbau des Ostflügels durch August zu Stolberg-Roßla. Zum historischen Ensemble zählten ursprünglich neben dem Schloss und der fürstlichen Rentkammer auch die gegenüberliegenden Gebäude der sogenannten Fronfeste (mit Staffelgiebel) und die Remise.
Das Schloss war bis zur Enteignung 1945 Sitz der Fürsten zu Stolberg-Roßla. Es beherbergte zahlreiche Kunstschätze, eine Bibliothek mit ca. 30.000 Bänden und über 10.000 Leichenpredigten. Zum Schloss gehörte ein 6 Morgen großer Park mit seltenen Bäumen. Westlich des Schlosses steht das frühere fürstliche Verwaltungsgebäude (die Rentkammer), ein barocker Fachwerkbau von ca. 1720 und am nördlichen Eingang zum Schlosspark die Trinitatiskirche.
Nach der Zerstörung der Bibliothek der Technischen Hochschule Berlin bei einem Luftangriff im November 1943 wurde Schloss Roßla Ausweichquartier der Bibliothek. Hier setzte auch die Informationsstelle der Bibliothek ihre Arbeit fort, die in der Herausgabe von Literaturkarteien und der Bearbeitung von Rechercheaufträgen bestand. Mitte 1944 verfügte die Bibliothek wieder über einen Bestand von 30.000 Büchern und Zeitschriften.
Von 1945 bis 1990 wurde das Schloss als Kulturhaus genutzt. Anfang der 1950er Jahre erfolgte auch eine Teilnutzung des Erdgeschosses als Kindergarten. Danach stand es zunächst leer und wurde 2007 vom gemeinnützigen Verein Schloss Roßla gepachtet, der dort ein Restaurant, einen Kinderhort und ein Mehrgenerationenhaus eingerichtet hat. Das Schloss befindet sich bis heute im Gemeindebesitz.

## Galerie

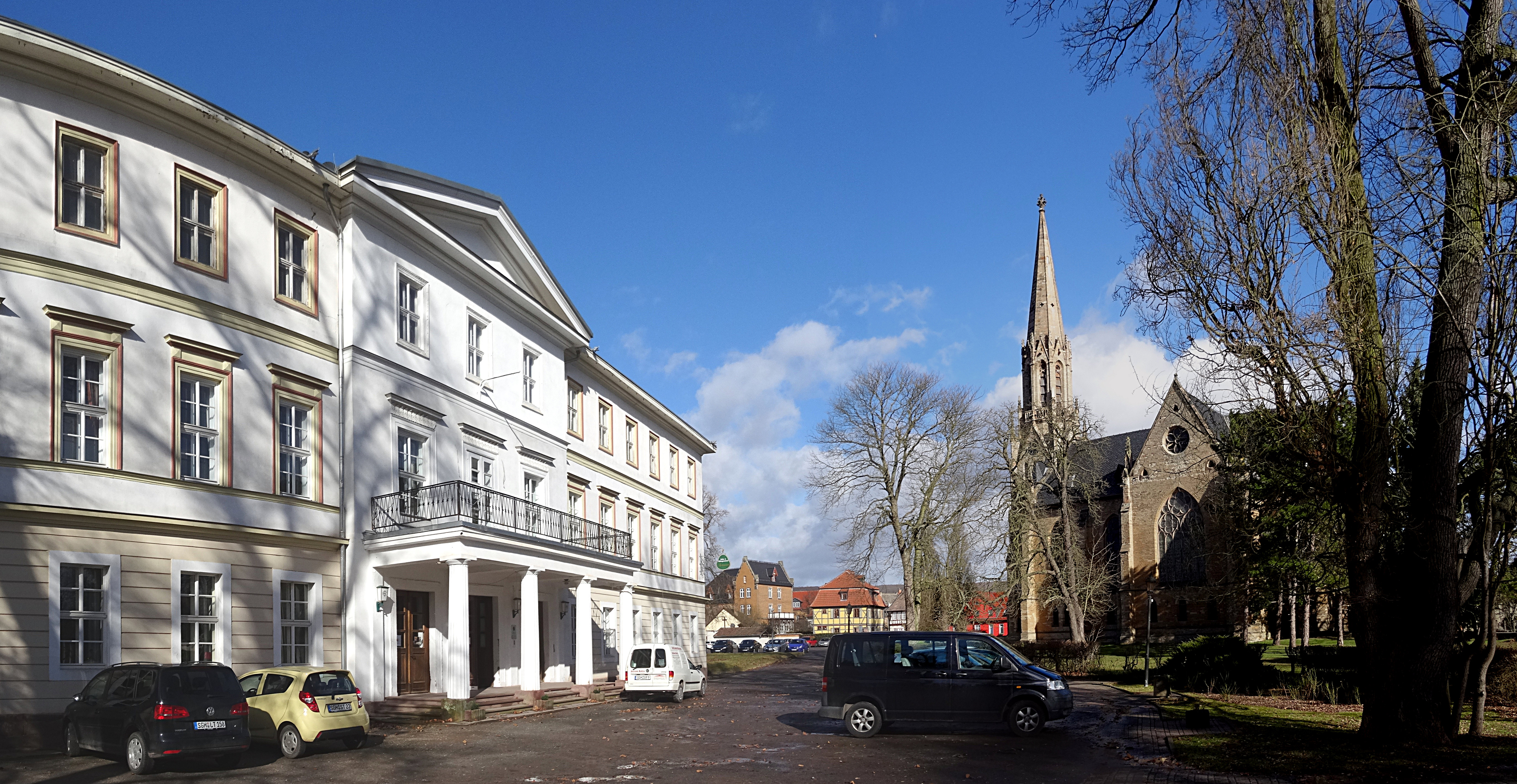
Ostflügel und St. Trinitatis (2017)
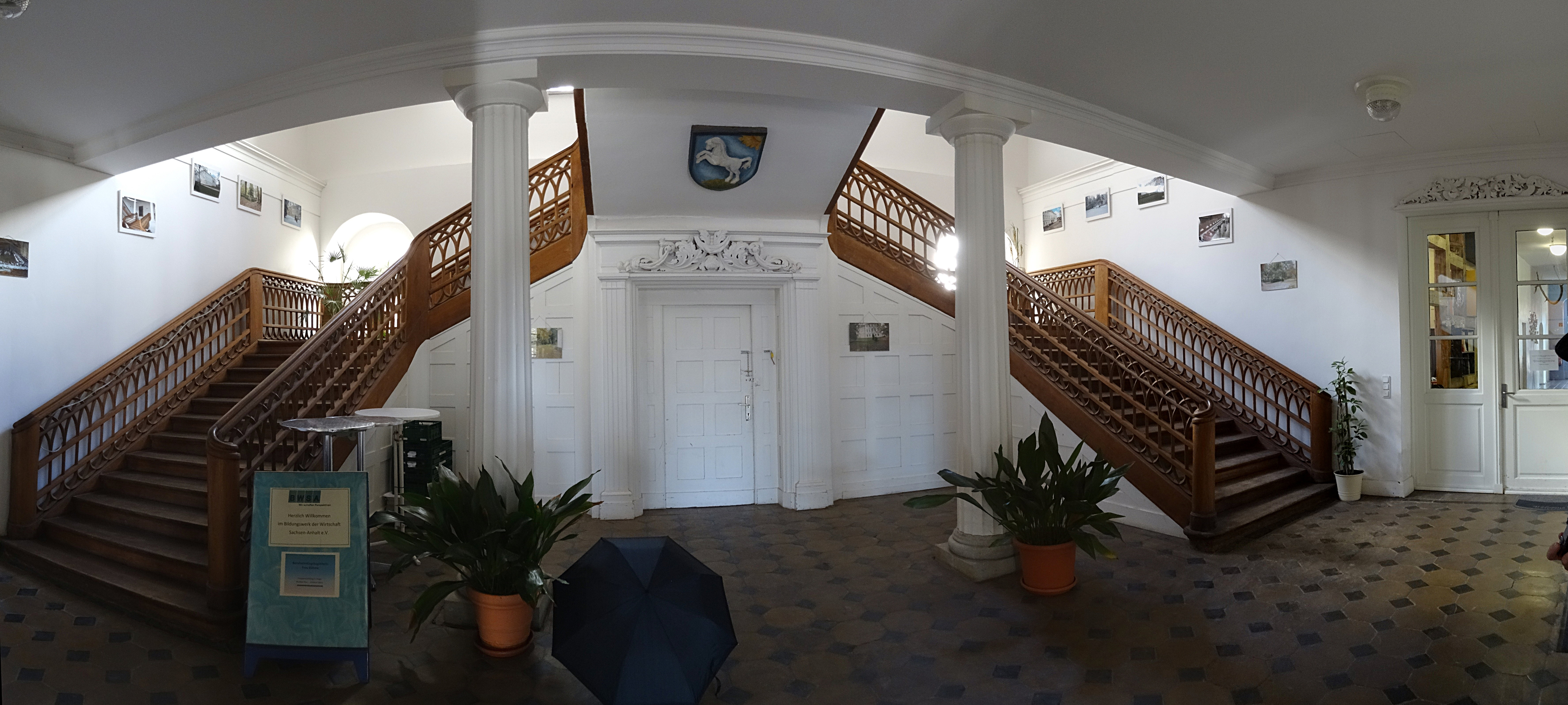
Treppenhaus im Schloss Roßla mit doppelläufiger Treppe
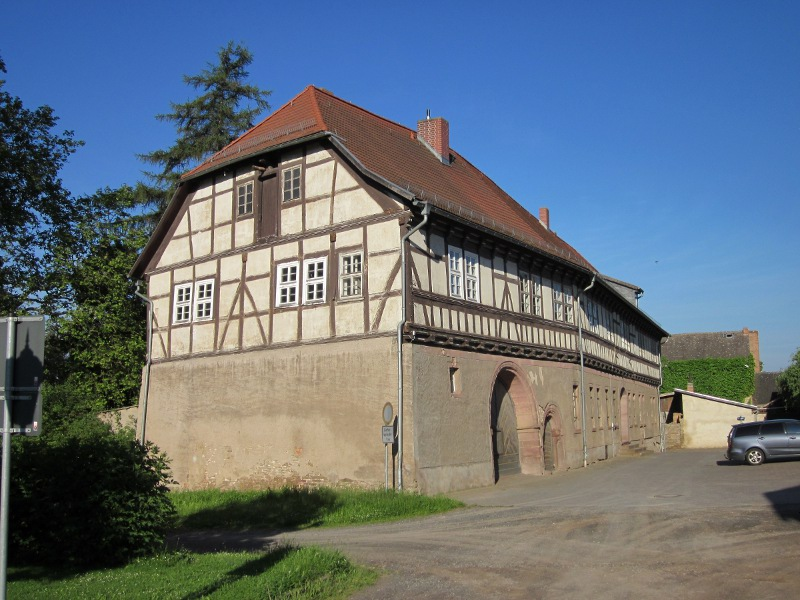
Rentkammer Roßla, ursprünglich Bestandteil der Schlossanlage
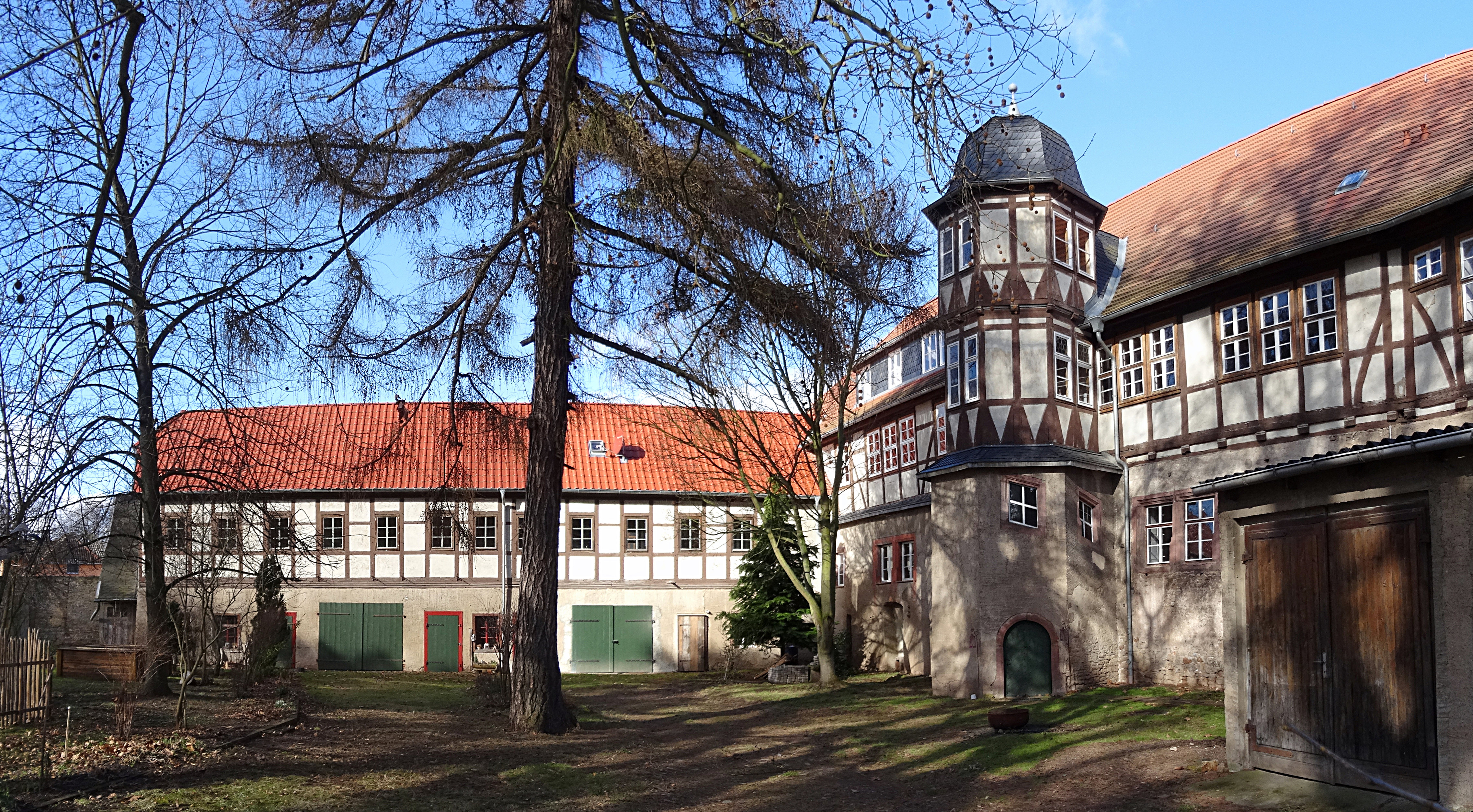
Rückansicht der Fürstlichen Rentkammer